# Spichern-Stellung
Die Spichern-Stellung ist ein Teil des Westwalles bei Spicheren zwischen Saarbrücken und Forbach. 

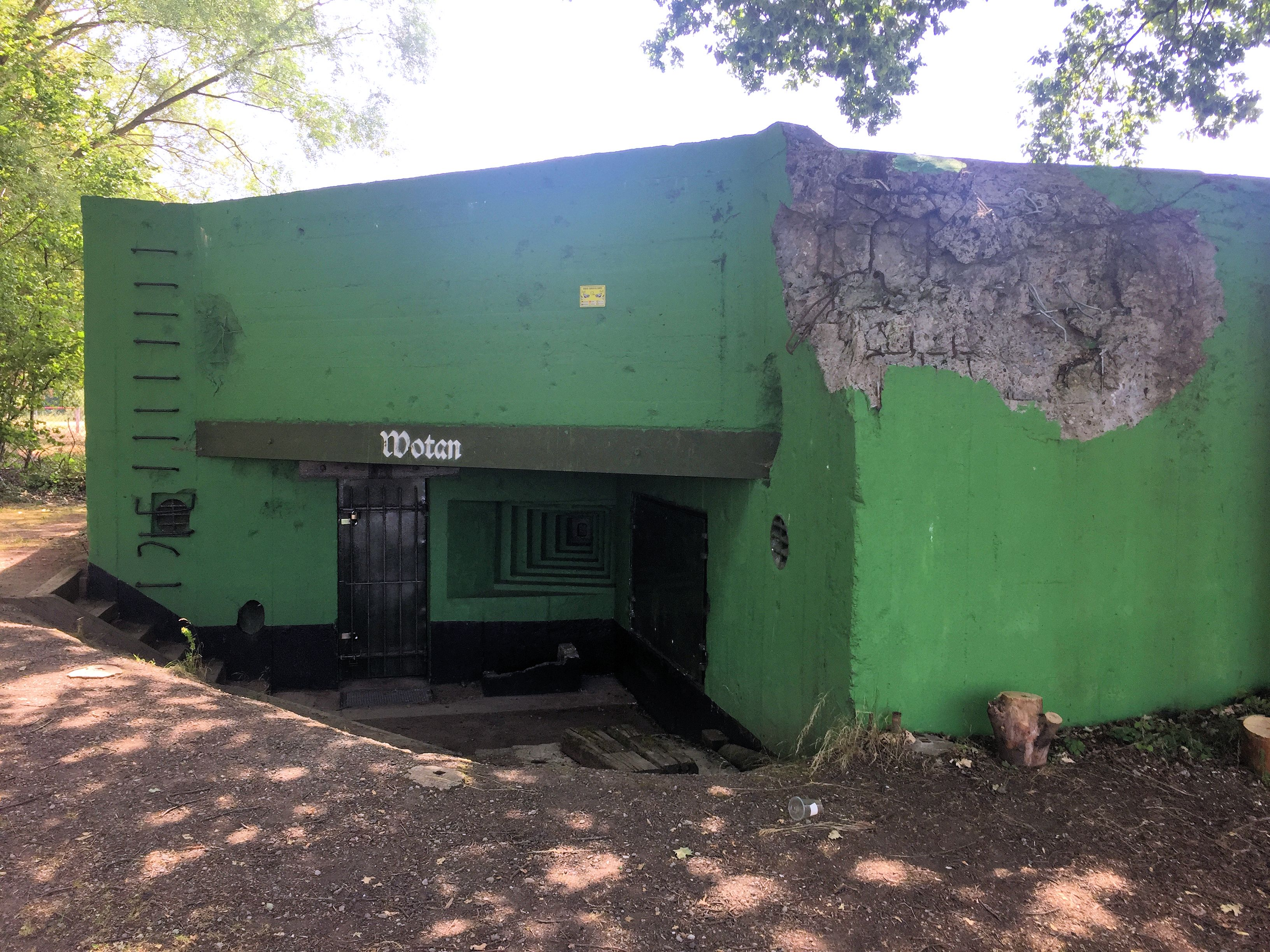
Ehemaliger deutscher Bunker bei Spichern

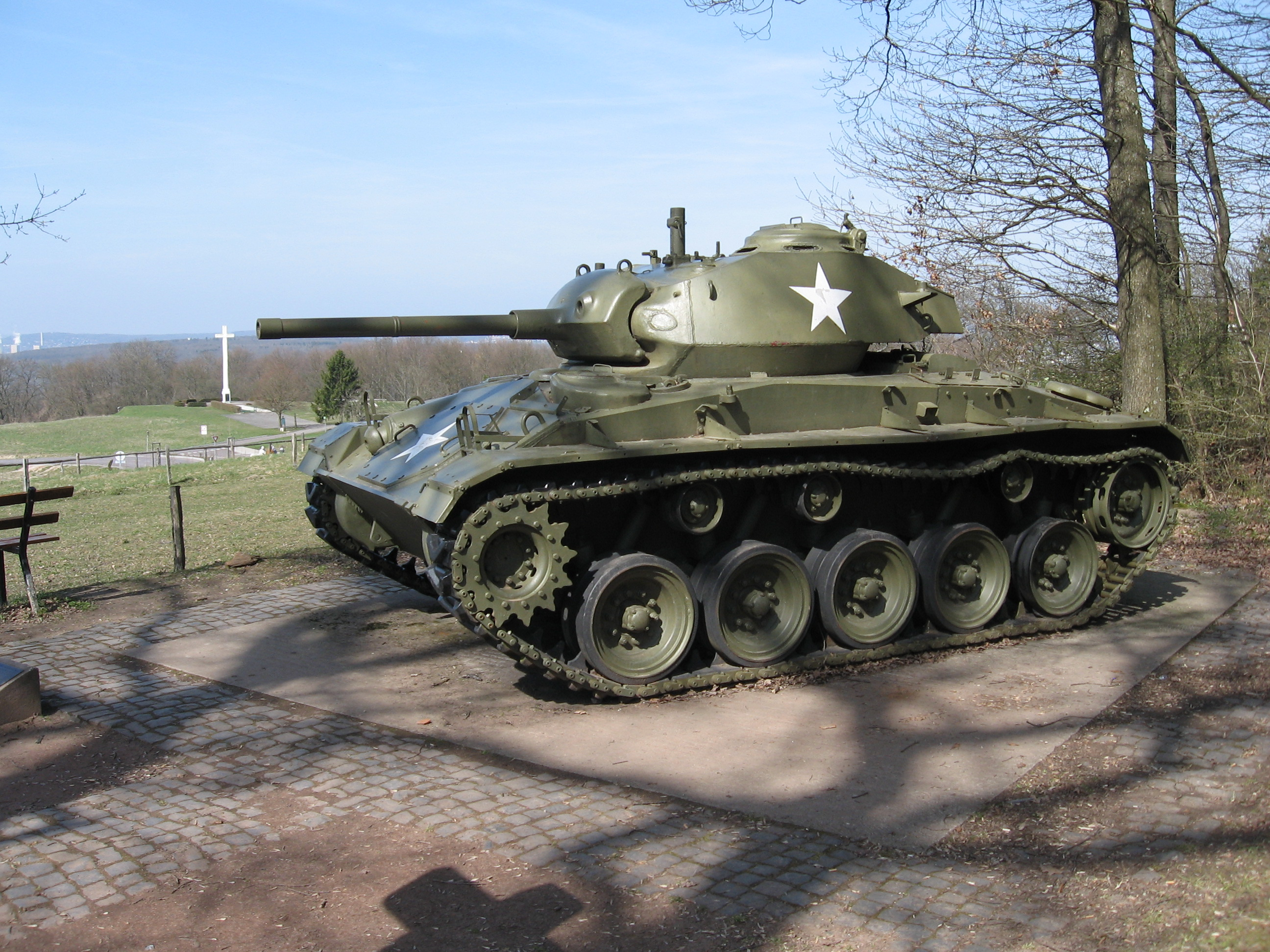
Panzer-Mahnmal bei Spichern M24 Chaffee

Sie befindet sich zu großen Teilen auf französischem Staatsgebiet. Die Ursache für den ungewöhnlichen Verlauf der Stellung ist im Rückzug des französischen Militärs in die Maginot-Linie zu sehen, womit das gesamte Glacis der Linie aufgegeben wurde. Die Nähe zu den saarländischen Industrieanlagen und zur grenznahen Großstadt Saarbrücken gebot aus deutscher Sicht die Einnahme des Giffertwaldes nahe Spicherns. Bereits in der Schlacht bei Spichern während des Deutsch-Französischen Krieges hatten die Höhenzüge eine wichtige Rolle gespielt. 
Im Dezember 1939 wurden auf den Spicherer Höhen erste provisorische Unterstände errichtet. Am 24. Dezember 1939 besuchte Adolf Hitler die Stellungen in Begleitung von Erwin von Witzleben, dem Oberbefehlshaber der im Westen stationierten 1. Armee. Einer der Unterstände wurde in der Folge als „Adolf-Hitler-Stellung“ bezeichnet.
Während des Sitzkrieges wurden die Spicherer Höhen von Januar bis Juni 1940 mit Bunkeranlagen bebaut und in das System des Westwalles eingebunden.
Am 21. Februar 1945 wurde Spichern durch Soldaten der 70th US-Infantry Division (Trailblazers) eingenommen.
Die Bunker der Spichern-Stellung wurden nicht geschleift. Die auf der französischen Seite gelegenen Anlagen sind deswegen auch heute noch zu großen Teilen vorhanden und geben eine gute Vorstellung von den typischen Anlagen des Westwalles.